# Sargus viridiceps
Sargus viridiceps är en tvåvingeart som beskrevs av Macquart 1855. Sargus viridiceps ingår i släktet Sargus och familjen vapenflugor. Inga underarter finns listade i Catalogue of Life.